# 刺壳柯
刺壳柯（学名：Lithocarpus echinotholus）为壳斗科柯属的植物。分布于越南以及中国大陆的云南等地，生长于海拔200米至1,200米的地区，多生长在常绿阔叶林中以及较平缓的河溪两岸密林中，目前尚未由人工引种栽培。

## 别名
闹头、黄麻栗（云南） 刺斗石栎